# 4129 Richelen
4129 Richelen (1988 DM) là một tiểu hành tinh vành đai chính được phát hiện ngày 22 tháng 2 năm 1988 bởi Robert H. McNaught ở Siding Spring.